# Phono 73 – O Canto de um Povo
Phono 73 – O canto de um povo é um álbum ao vivo que apresenta uma seleção das melhores apresentações realizadas durante o festival de música Phono 73, organizado pela gravadora Phonogram no Centro de Convenções do Anhembi, em São Paulo, Brasil, entre os dias 10 e 13 de maio de 1973.
Foi lançado originalmente em 21 de maio daquele ano como três LPs distintos. Em 1997, foi relançado em CD duplo sob o nome Phono 73. Em 2005 foi relançado no formato de caixa coletânea, com o CD duplo e um DVD de 35 minutos de bônus, trazendo cenas registradas durante o festival pelo cineasta Guga de Oliveira.

## Faixas

### LP
Volume 1
1. "Regra Três" – Toquinho e Vinicius
2. "Samba de Orly" – Toquinho e Vinicius
3. "Orgulho de um Sambista" – Jair Rodrigues
4. "Sou da Madrugada" – Jair Rodrigues
5. "Hino ao Senhor" – Wilson Simonal
6. "Rock da Barata" – Jorge Mautner
7. "Tudo se Transformou" – Caetano Veloso
8. "Vou Tirar Você Desse Lugar" – Odair José e Caetano Veloso
9. "Vai Depressa" – Ronnie Von
10. "Loteria de Babilônia" – Raul Seixas
11. "Me Acende Com Teu Fogo" – Erasmo Carlos
12. "Sentado à Beira do Caminho" / "Foi Assim" / "Festa de Arromba" – Wanderléa e Erasmo Carlos

Volume dois
1. "É Com Esse que Eu Vou" – Elis Regina
2. "Ladeira da Preguiça" – Gilberto Gil e Elis Regina
3. "Mas que Nada" / "De Manhã" – Jorge Ben
4. "Zumbi" – Jorge Ben
5. "Não tem Perdão" – Ivan Lins e MPB4
6. "Pesadelo" – MPB-4
7. "A Alegria Continua" – MPB-4
8. "Baioque" – Chico Buarque
9. "Manera, Fru Fru Manera" – Fagner
10. "Jazz Potatoes" – Gilberto Gil e Jorge Ben

Volume três
1. "Movimento dos Barcos" – Jards Macalé
2. "Quinze Anos" – Nara Leão
3. "Diz Que Fui por Aí" – Nara Leão
4. "Trem das Onze" – Gal Costa
5. "Sebastiana" – Gal Costa
6. "Oração da Mãe Menininha" – Gal Costa e Maria Bethânia
7. "Preciso Aprender a Ser Só" – Maria Bethânia
8. "Trampolim" – Maria Bethânia
9. "A Volta da Asa Branca" – Caetano Veloso

### CD
Disco um
1. "Regra Três" – Toquinho e Vinicius
2. "Samba de Orly" – Toquinho e Vinicius
3. "Orgulho de um Sambista" – Jair Rodrigues
4. "Sou da Madrugada" – Jair Rodrigues
5. "Hino ao Senhor" – Wilson Simonal
6. "Rock da Barata" – Jorge Mautner
7. "Tudo se Transformou" – Caetano Veloso
8. "Vou Tirar Você Desse Lugar" – Odair José e Caetano Veloso
9. "Vai Depressa" – Ronnie Von
10. "Loteria de Babilônia" – Raul Seixas
11. "Me Acende Com Teu Fogo" – Erasmo Carlos
12. "Sentado à Beira do Caminho" / "Foi Assim" / "Festa de Arromba" – Wanderléa e Erasmo Carlos
13. "É Com Esse que Eu Vou" – Elis Regina
14. "Ladeira da Preguiça" – Gilberto Gil e Elis Regina
15. "Filhos de Gandhi" – Gilberto Gil
16. "Mas que Nada" / "De Manhã" – Jorge Ben

Disco dois
1. "Zumbi" – Jorge Ben
2. "Não tem Perdão" – Ivan Lins e MPB4
3. "Pesadelo" – MPB-4
4. "A Alegria Continua" – MPB-4
5. "Baioque" – Chico Buarque
6. "Manera, Fru Fru Manera" – Fagner
7. "Jazz Potatoes" – Gilberto Gil e Jorge Ben
8. "Diz Que Fui por Aí" – Nara Leão
9. "Quinze Anos" – Nara Leão
10. "Movimento dos Barcos" – Jards Macalé
11. "Trem das Onze" – Gal Costa
12. "Sebastiana" – Gal Costa
13. "Oração da Mãe Menininha" – Gal Costa e Maria Bethânia
14. "Preciso Aprender a Ser Só" – Maria Bethânia
15. "Trampolim" – Maria Bethânia
16. "A Volta da Asa Branca" – Caetano Veloso

### DVD
1. "Caramba!" / "Galileu da Galiléia" / "Que Nega é essa?" / "De Manhã" / "Mas Que Nada" – Jorge Ben
2. "Meu Pai Oxalá" – Toquinho e Vinicius
3. "Cabaré" – Elis Regina
4. "Tutti Frutti" / "Let Me Sing Let Me Sing" / "As Minas do Rei Salomão" – Raul Seixas
5. "Cálice" – Chico Buarque e Gilberto Gil
6. "Cotidiano" / "Baioque" – Chico Buarque
7. "Eu Quero é Botar Meu Bloco na Rua" – Sérgio Sampaio
8. "Sebastiana" – Gal Costa
9. "Rosa dos Ventos" – Maria Bethânia
10. "Oração da Mãe Menininha" – Gal Costa e Maria Bethânia
11. "Meio de Campo" – Gilberto Gil
12. "Jazz Potatoes" / "Filhos de Gandhi" – Gilberto Gil e Jorge Ben
13. "A Volta da Asa Branca" / "Eu Só Quero um Xodó" / "Baião" – Caetano Veloso

#### Faixa bônus
14. "Cálice" (censurado) – Gilberto Gil e Chico Buarque